# Инструменты бизнес-аналитики
Программное обеспечение для бизнес-аналитики — это тип прикладного программного обеспечения, предназначенного для извлечения, анализа, преобразования и представления данных для бизнес-аналитики . Программные продукты этого класса обычно работают с данными, которые ранее были сохранены в хранилище данных или витрине данных, хотя это и не обязательно.

## История
Первые комплексные системы бизнес-аналитики были разработаны IBM и Siebel (в настоящее время приобретены Oracle ) в период между 1970 и 1990 годами.  
В 1988 году специалисты и поставщики ПО организовали в Риме Консорциум анализа данных (Multiway Data Analysis Consortium), где была заявлена цель сделать управление данными и аналитику более эффективными и в первую очередь доступными для небольших и финансово ограниченных предприятий. К 2000 году существовало множество профессиональных систем отчетности и аналитических программ, большинство из которых принадлежали ведущим поставщикам ПО из США . 
После 2000 года производители ПО для бизнес-аналитики устремились на рынок малых и средних предприятий, которые не могли позволить себе больших затрат на установку и поддержку,  в это же время началось развитие облачных решений, поэтому большинство поставщиков подобного ПО стали разрабатывать независимые системы с доступом к различным данным.  Облачные решения для анализа данных позволяют компаниям обрабатывать большие объемы данных для принятия управленческих решений.

## Типы
Основные типы инструментов бизнес-аналитики:
- Таблицы
- Программное обеспечение для создания отчетов и запросов : приложения, которые извлекают, сортируют, суммируют и представляют выбранные данные.
- Онлайн-аналитическая обработка (OLAP)
- Информационные панели
- Data Mininig
- Хранилище данных [5]
- Очистка данных [6]

За исключением электронных таблиц, эти инструменты предоставляются в виде отдельных приложений, наборов приложений, компонентов систем планирования ресурсов предприятия, интерфейсов прикладного программирования или компонентов программного обеспечения, ориентированного на конкретную отрасль. Инструменты иногда включаются в состав инструментов для работы с хранилищами данных.

## Бесплатные продукты с открытым исходным кодом
- Apache Hive, размещенный Apache Software Foundation
- Проект BIRT, фонд Eclipse Foundation
- D3.js
- KNIME
- Orange
- Pentaho
- R
- TACTIC
- Superset
- Grafana

## Коммерческие продукты с открытым исходным кодом
- JasperReports : отчетность, анализ, информационные панели
- Palo : сервер OLAP, сервер электронных таблиц и ETL.
- Pentaho : отчеты, анализ, панель инструментов, интеллектуальный анализ данных и обработка данных.
- TACTIC : отчетность, управление, информационная панель, сбор и интеграция данных, возможности рабочего процесса

## Проприетарные бесплатные продукты
- Biml — язык разметки бизнес-аналитики
- Datacopia
- icCube
- InetSoft
- Splunk

## Проприетарные продукты
- ActiveReports
- Actuate Corporation
- Alteryx
- BOARD
- Comarch
- Crystal Reports
- Data Applied
- Decision Support Panel
- Dimensional Insight
- Domo
- Dundas Data Visualization
- GoodData - cloud-based
- Google Data Studio - cloud-based
- IBM Cognos
- icCube
- InetSoft
- Information Builders
- InfoZoom
- JackBe
- Jedox
- Klipfolio Dashboard
- Kyvos
- Lavastorm Analytics
- LIONsolver
- List & Label
- LiveChat
- Logi Analytics
- Looker
- Metatron Discovery
- Microsoft
  - SQL Server Reporting Services
  - SQL Server Analysis Services
  - PerformancePoint Server 2007
  - Proclarity
  - Power Pivot
  - Power BI
- MicroStrategy
- Oracle
  - Hyperion Solutions Corporation
  - Business Intelligence Suite Enterprise Edition
- Panorama Software
- Pentaho  (now Hitachi Data Systems)
- Pervasive DataRush
- Phocas Software
- Plotly
- PolyAnalyst
- Qlik
  - QlikView
  - Qlik Sense
- RapidMiner
- Roambi
- RW3 Technologies
- SAP NetWeaver Business Intelligence
  - Business Objects
- Sisense
- SAS
- Siebel Systems
- Spotfire (now Tibco)
- Sybase IQ (now SAP IQ)
- Tableau Software
- TARGIT Business Intelligence
- Teradata
- WebFOCUS
- XLCubed
- Zendesk
- Zoho Analytics (as part of the Zoho Office Suite)
- Zoomdata